# Imposs
Imposs, de son vrai nom Stanley Rimsky Salgado, est un rappeur canado-haïtien, né le 12 septembre 1980 à Montréal. Il est un ancien membre du groupe Muzion, bien établi au Québec en tant qu'un des grands groupes de hip-hop local. 

## Biographie

### Avec Muzion
Avec le groupe Muzion formé en 1999, Stanley voit le succès en signant au label BMG. Leur premier album, Mentalité Moune Morne, est publié en 1999 et devient un succès ; en parallèle, Imposs devient renommé au Canada et au Québec en particulier. Après avoir été récompensé d'un Félix dans la catégorie d'« album de l'année », le groupe publie son second album, J'rêvolutionne. Imposs et Muzion tournent en France avec le collectif français IV My People.

### Carrière solo
En 2004, Wyclef Jean invite Muzion à collaborer avec lui sur son hit 24 Heures à vivre. Il lance officiellement sa carrière solo en sortant un premier album intitulé Mon poing d'vue, signé sur un des plus importants labels québécois, K-Pone Inc. de K'Maro, qui attire l'intérêt des médias comme TQS. Sur ce premier album, il s'inspire de genres musicaux comme le rock et l'electro.
Après quelques années de carrière en groupe, Imposs décide de s’aventurer en solo. Cette nouvelle étape se concrétise davantage quand la vedette américaine Wyclef Jean l’invite – avec Muzion - à collaborer avec lui sur son hit 24 Heures à vivre. Il lance officiellement sa carrière solo en sortant un premier album intitulé Mon poing d'vue, signé sur un des plus importants labels québécois de l’époque, K-Pone Inc. de l’artiste K’Maro. 
Il prend part au Festival d'été du Québec. Son premier single et clip s'intitule Faut qu'j'men aille en 2007. Il suit la même année d'un autre single intitulé Rien d'interdit. Le rappeur K-Maro participe brièvement à la vidéo. Après la mort de Freddy Villanueva, un jeune de 18 ans tué par balle par la police de Montréal, Imposs est l'un des premiers à intervenir en tant que porte-parole des communautés africaine et haïtienne. Il exprime aussi son deuil au journal La Presse canadienne. À la fin de 2008, il part pour Los Angeles, aux États-Unis, afin de participer au vidéoclip du remix de la chanson Let me Touch Your Buttons du chanteur américain Wyclef Jean.
Il publie ensuite son nouvel album Peace-Tolet, en 2012, qui atteint la 76e place des classements musicaux canadiens,.
Au fil des années, Imposs a eu la chance de collaborer avec plusieurs grands artistes dont Corneille, France D'Amour, Mc Solar et les récipiendaires de Grammys Awards Wyclef Jean et Will.I.Am sur la pièce Let Me Touch Your Buttons et 24 Heures à vivre.  
Plus récemment, Imposs se lance en partenariat avec la compagnie " Ubisoft " prêtant ses talents d'auteur-compositeur sur quatre titres qui se retrouvent successivement dans les jeux "Just Dance" de 2014 à 2016. L'une de ces pièces "Stadium Flow" est licencié dans la grande télé série Américaine " Ray Donovan ".
En 2020, il lance l'album ÉlévaZIION (société distincte). Au gala Dynastie 2022, il remporte le prix de l'artiste ou groupe francophone de l'année.
En 2024, il coanime avec le journaliste Félix B. Desfossés la série Les racines du hip-hop qui creuse les origines du genre au Québec, plus particulièrement à Montréal, en recontrant les premiers artistes rap de la belle province.

## Discographie

### Albums

#### Solo
- 2007 : Mon poing d'vue
- 2012 : PeaceTolet
- 2020 : Elevaziiion

#### Avec Muzion
- 2000 : Mentalité Moune Morne… (Ils n'ont pas compris) (avec Muzion)[11]
- 2002 : J'rêvolutionne (avec Muzion)[11]

### Collaborations

#### Solo
- 1999 : 2 Faces - Interurbain (sur l'album Appelles ça comme tu veux) - Incluant Rainmen, et Dramatik
- 2007 : Joe BG - Prévisions locales  (sur l'album Aucun doute)
- 2007 : Cobna - Garde 1 Œil ouvert (2007) - Ma Marque - fIncluant SP, Von Von Le Vet et Joe BG
- 2008 : Kmaro - Perfect Stranger (sur l'album Love It or Leave It )
- 2008 : Taktika - Le cœur et la raison  (sur l'album Au nom de qui ?) Incluant Radical
- 2008 : Wyclef Jean - Let Me Touch Your Buttons (Remix) Incluant will.i.am et Jimmy-O
- 2008 : Mackenson - The Name (Remix) Incluant Lyon
- 2009 : Dubmatique - Patience (sur l'album Trait d'union) Incluant Sir Pathétik, et John John
- 2009 : Cobna - Verrouillé (Ma Marque 2) Incluant Yvon Kreve, Taktika et Cyrus
- 2009 : Wyclef Jean - Slum Dog Millionaire
- 2020 : Dramatik - Don't Forget (Sur l'album ELEVAZIIION)
- 2020 : Marie-Mai & Banx & Ranks- Sans lendemain (Sur l'album ELEVAZIIION)

#### Avec Muzion
- 1999 : Rascalz - Témoin (sur l'album Global Warning)
- 2000 : Divers artistes (sur l'album  Berceau de l'Amérique vol.1')' - Tu veux hate?
- 2002 : K-OS -  Heaven Only Knows (French Remix Single) - Incluant Kamau, Les Architeks, et Butta Babees
- 2004 : Wyclef Jean -24 Heures à vivre  (sur l'album Welcome to Haiti: Creole 101)
- 2005 : Manspino - Faut pas que j'lâche (sur l'album Well Enough to Be Ill)
- 2005 : Taktika - C'est pour ça qu'on vit (sur l'album L'affaire Taktika)
- 2006 : Anodajay - Tous nés pour mourir (sur l'album Septentrion)
- 2006 : OTMC - En toute sincérité (sur l'album Sincérité Volontaire)
- 2016 : GLD - Ma voix (sur l'album Laisse-moi faire ma musique)

## Clips
- 2007 : Rien d'interdit
- 2007 Ma marque Cobna (featuring Imposs, SP, Von Von Le Vet et Joe BG)
- 2008 : Vive la différence
- 2008 : Faut qu'j'men aille
- 2008 : Let Me Touch Your Buttons (Remix) Wyclef Jean featuring Imposs, will.i.am et Jimmy-O)
- 2008 : Au nom de qui ? (Taktika featuring Imposs & Radical)
- 2008 : The Name (Remix) (Mackenson featuring Lyon et Imposs)
- 2009 : Monte mes gardes
- 2020 : Daisy
- 2020 : Don't Forget
- 2020 : Sans Lendemain (feat. Marie Mai) Prod. Banx & Ranx
- 2020 : Géant (feat. T.K)
- 2020 : Légendaire (feat. Loud, White-B, Tizzo & Rymz)

## Distinctions

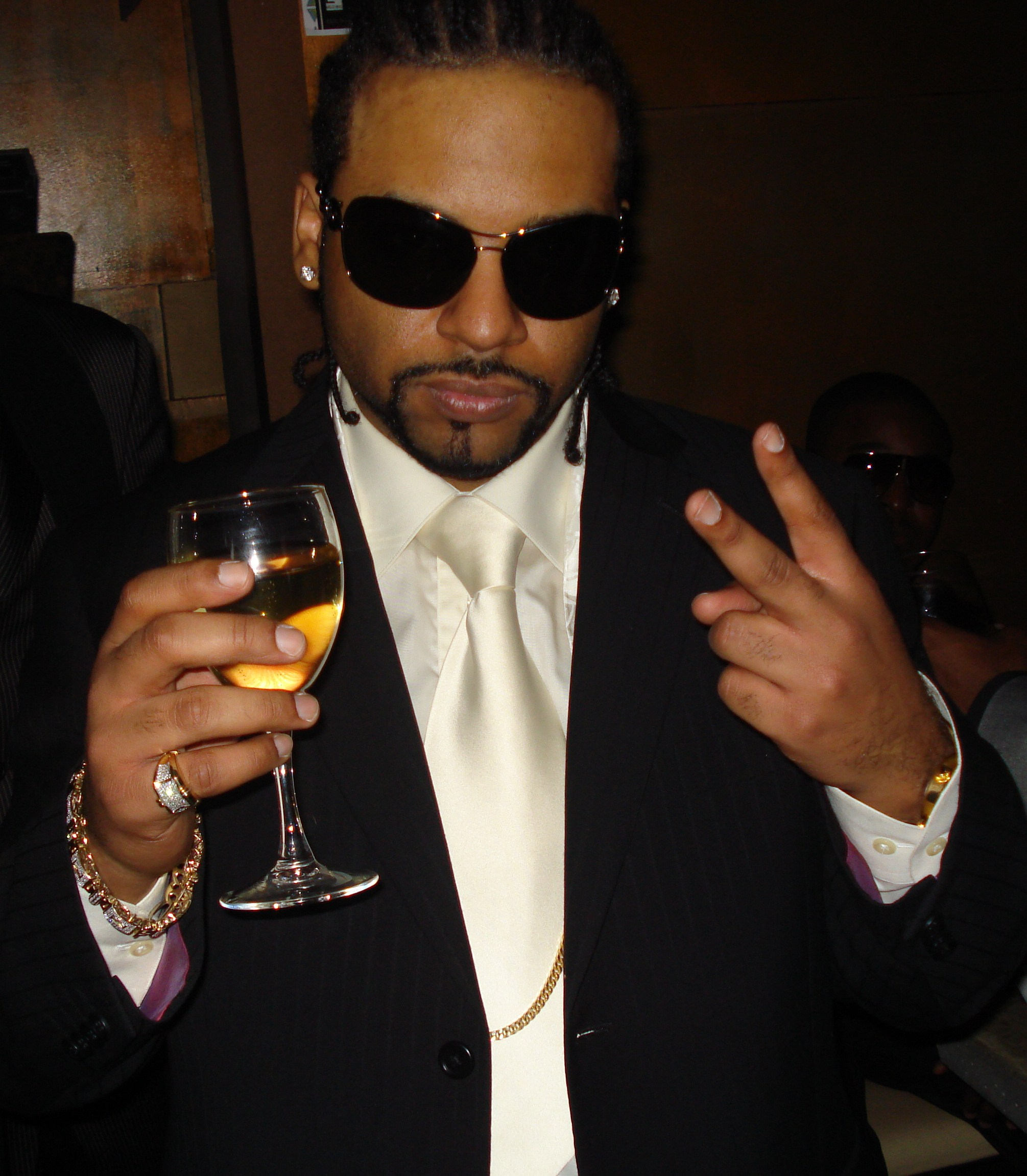
Imposs en 2008

- 2000 : Lauréat pour le prix Félix pour « album francophone Hip-Hop de l'année » pour l'album Mentalité Moune Morne, gala ADISQ
- 2000 : Nomination pour le prix Félix pour « auteur-compositeur de l’année » pour l'album Mentalité Moune Morne, gala ADISQ
- 2000 : Nomination pour le prix Félix pour « groupe de l’année » au gala ADISQ
- 2000 : Lauréat du prix « artiste hip-hop de l’année » au gala MIMI’s
- 2000 : Nomination « vidéo francophone de l’année » pour le vidéo de la chanson La vi ti-nèg aux Much Music Awards
- 2003 : Lauréat du prix « album francophone de l’année » aux Urban Music Awards
- 2003 : Lauréat pour le prix Félix pour « Album francophone hip-hop de l'année » pour l'album J'rêvolutionne, Gala ADISQ (2003)
- 2004 : Lauréat du prix « Miroir pour la meilleure performance » de la chanson d’expression française au festival d'été de Québec
- 2004 : Lauréat du prix Francophone Record of the Year, Canadian Urban Music Awards
- 2004 : Lauréat du prix pour le vidéoclip de l’année au Gala MU pour la chanson 24 heures à vivre au Gala MU
- 2008 : Nomination « album de l'année - hip-hop » pour l'album Mon Poing d'vue, Gala ADISQ
- 2008 : Lauréat « révélation francophone de l'année », Gala SOBA
- 2008 : Lauréat « prix SOBA Choix du public », Gala SOBA
- 2008 : Lauréat « album francophone de l'année » pour l'album Mon poing d'vue, Gala SOBA[2]
- 2008 : Nomination « chanson de l'année » pour la chanson Rien d'interdit, Gala SOBA
- 2009 : Lauréat « artiste ou groupe francophone de l'année », Gala SOBA
- 2009 : Lauréat « choix du public Musique Plus », Gala SOBA
- 2009 : Nomination « artiste ou groupe hip-hop francophone de l'année », Gala SOBA
- 2009 : Nomination « collaboration francophone de l'année » pour la chanson Au nom de qui ? (avec Taktika), Gala SOBA
- 2009 : Nomination « vidéoclip francophone de l'année » pour le vidéoclip Au nom de qui ? (avec Taktika), Gala SOBA